# Nina Pinto-Abecasis
Nina Pinto-Abecasis (1971- 22 de julio de 2019) fue una investigadora académica de folclore y de humor, docente en el Centro de Ladino de la Universidad de Bar-Ilan, en Ramat Gan, Israel. Su investigación se centró en la jaquetía, el idioma y la cultura de los judíos del norte de Marruecos, o del Marruecos español. 

## Biografía
La Dra. Nina Pinto-Abecasis nació y se crio en Ashkelón en una familia hablante de jaquetía procedente de Tetuán, Marruecos. Licenciada y con una maestría en literatura hebrea en la Universidad Hebrea de Jerusalén, Israel. A la vez que estudiaba, trabajó en la radio los años 1995 y 1996 donde escribió y presentó diferentes aspectos literarios en el programa de radio, «leí un libro» de la cadena Reshet Alef de Kol Israel para continuar como reportera policial en el periódico israelí Haaretz. 

## Trayectoria
Entre los años 2001-2008 fue profesora de literatura israelí y de expresión hebrea en el Ashkelon Academic College. Escribió su tesis doctoral en el Departamento de literatura hebrea y folclore judío comparados de la Universidad Hebrea de Jerusalén dirigida por la Catedrática Galit Hasan-Rokem y por el Catedrático Yaacov Bentolila, titulada «Humor y apodos entre los judíos de Tetuán hablantes de jaquetía: identidad privada frente a identidad colectiva». 

La principal área de especialización de la Dra.Pinto-Abecasis es el estudio del folclore y el lenguaje de los judíos sefardíes del norte de Marruecos, examinando sus vidas en los países de origen, su crisis de identidad y la emigración desde su lugar de origen hasta Israel. Ha contribuido a dar a conocer y a introducir en la academia la jaquetía, siendo hoy en día la única investigadora en este campo en el país y una de las pocas en el mundo. Otras áreas de investigación en las que opera son el folclore humorístico entre los árabes israelíes y los relatos de sobrevivientes del Holocausto hablantes de ladino, lo que incluye a los supervivientes de Grecia. 

En 2014, publicó su libro, El pavo, el planchado y la media: apodos , humor y folclore en el habla cotidiana de los judíos de Tetuán hablantes de jaquetía. El libro es un estudio exhaustivo de los judíos del norte de Marruecos, y muestra las circunstancias en la que se generó el humor étnico, las características locales únicas, así como las características universales, centrándose en el idioma y la cultura de los judíos de Tetuán hablantes de jaquetía. 
En el marco de la investigación estudió y documentó tradiciones orales mediante un importante número de informantes, contribuyendo así a la preservación de la jaquetía y su cultura, que están en proceso de desaparición debido a la dispersión de sus hablantes y al proceso de re-hispanización que comenzó al final del siglo XIX (momento en el que muchos judíos sefardíes abandonaron o escondieron su uso de la jaquetía a favor del español moderno). 

## Publicaciones

### Libros
El pavo, el planchado y la media: apodos , humor y folclore en el habla cotidiana de los judíos de Tetuán hablantes de jaquetía Jerusalén: Instituto Ben Zvi, 2014.

### Artículos
- «Pesaj en Tetuán, Purim en Gibraltar y Tishaveav en Alcázar: mecanismos de diferenciación entre las comunidades marroquíes sefardíes que reflejan los productos folclóricos» Machan El prezente 8 (2015), Universidad Ben-Gurion del Negev, pág. 521-495.
- «Identidad de reflexión de los árabes israelíes para apodos individuales con base en el hebreo» (con el Dr. Hani Musa), Investigaciones de Jerusalén en literatura y folclore judío, Volumen II (2013), 2, pág. 753-737.

- Humor y apodos entre los judíos de Tetuán hablantes de jaquetía, «Humor ve mikvan 2» (2013), la Asociación para el Estudio del humor.
- «Apodos como caso-único en folclore: los hablantes de jaquetía de Tetuán» El Presente 4 (2010), Universidad Ben-Gurion del Negev, pág. 50-31.

- «Nominación de apodos y patrones entre los judíos de Tetuán hablantes de jaquetía», Ladinar 5 (2009), Bar-Ilan University, pág. 137-89.
- «El proverbio judeo-español del norte de Marruecos - la palabra en la época dorada»,Peamim 117. pág 154-145.

- «Ja, ja, ja y la europea», diferencias de género en el uso de apodos entre los judíos de Tetuán,

- «Estudios de Jerusalén en el folclore judío, etc.». (2008), la Universidad Hebrea de Jerusalén, pág. 110-87.
- «Entre el español y la jaquetía: burlas y bromas entre las tres culturas de Tetuán , Marruecos» Patrimonio judío y estudios humanísticos 1 (enero-junio de 2015), pág. 55-54.
- «El entramado de las relaciones entre las Comunidades judías del Marruecos español en el espejo del chiste y el mote», El Presente 2 (2008), pág. 283-290.
- «Towards the Inclusion of Nicknames in the Genres of Folklore: The Case of Tetuan's Jewish Community», Folklore (2013), pág.135-154.